# Westeinde (Drente)
Westeinde (52° 49′ N, 6° 21′ L) é uma cidade dos Países Baixos, na província de Drente. Westeinde pertence ao município de Westerveld, e está situada a 14 km, a noroeste de Hoogeveen.
A área de Westeinde, que também inclui as partes periféricas da cidade, bem como a zona rural circundante, tem uma população estimada em 130 habitantes.